# Calymperes pygmaeum
Calymperes pygmaeum är en bladmossart som beskrevs av Jean Édouard Gabriel Narcisse Paris 1906. Calymperes pygmaeum ingår i släktet Calymperes och familjen Calymperaceae. Inga underarter finns listade i Catalogue of Life.